# Tarasicha (osiedle przy stacji)
Tarasicha (ros. Тарасиха) – osiedle przy stacji w Rosji, w obwodzie niżnonowogrodzkim, w okręgu miejskim Siemionowa. W 2010 liczyło 1559 mieszkańców.